# Веллі-Гроув (Західна Вірджинія)
Веллі-Гроув (англ. Valley Grove) — селище (англ. village) в США, в окрузі Огайо штату Західна Вірджинія. Населення — 275 осіб (2020).

## Географія
Веллі-Гроув розташоване за координатами 40°5′11″ пн. ш. 80°34′37″ зх. д. / 40.08639° пн. ш. 80.57694° зх. д. (40.086261, -80.577049).  За даними Бюро перепису населення США в 2010 році селище мало площу 1,42 км², уся площа — суходіл.

## Демографія
Згідно з переписом 2010 року, у селищі мешкало 378 осіб у 167 домогосподарствах у складі 115 родин. Густота населення становила 267 осіб/км².  Було 177 помешкань (125/км²).
Расовий склад населення:
| - 98,9 % — білих - 0,5 % — корінних американців |

До двох чи більше рас належало 0,5 %. Частка іспаномовних становила 1,1 % від усіх жителів.
За віковим діапазоном населення розподілялося таким чином: 19,3 % — особи молодші 18 років, 63,2 % — особи у віці 18—64 років, 17,5 % — особи у віці 65 років та старші. Медіана віку мешканця становила 46,0 року. На 100 осіб жіночої статі у селищі припадало 94,8 чоловіків;  на 100 жінок у віці від 18 років та старших — 93,0 чоловіків також старших 18 років.
Середній дохід на одне домашнє господарство  становив 41 759 доларів США (медіана — 35 357), а середній дохід на одну сім'ю — 48 489 доларів (медіана — 40 469). За межею бідності перебувало 12,2 % осіб, у тому числі 23,2 % дітей у віці до 18 років та 6,7 % осіб у віці 65 років та старших.
Цивільне працевлаштоване населення становило 144 особи. Основні галузі зайнятості: освіта, охорона здоров'я та соціальна допомога — 18,8 %, роздрібна торгівля — 16,0 %, виробництво — 16,0 %.